# Ottmar Walter
Ottmar Walter (6. marts 1924 i Kaiserslautern, Tyskland – 16. juni 2013 i Kaiserslautern) var en tysk fodboldspiller, der som angriber på det vesttyske landshold var med til at vinde guld ved VM i 1954 i Schweiz, efter den sensationelle 3-2 sejr i finalen over storfavoritterne fra Ungarn. Han spillede fem af tyskernes seks kampe under turneringen, hvor han var holdkammerat med sin bror, holdets anfører Fritz Walter. I alt nåede han, 1950 og 1955, at spille 20 landskampe og score ti mål.
Walter var på klubplan primært tilknyttet 1. FC Kaiserslautern, hvor han spillede sammenlagt tolv sæsoner. I 1951 og 1953 var han med til at vinde det tyske mesterskab med klubben.